# Cuscuta decipiens
Cuscuta decipiens är en vindeväxtart som beskrevs av Truman George Yuncker. Cuscuta decipiens ingår i släktet snärjor, och familjen vindeväxter. Inga underarter finns listade i Catalogue of Life.